# Erik Ekelöf
Pour les articles homonymes, voir Ekelöf.
Erik Ekelöf, né le 12 septembre 1875 à Stockholm et mort le 28 janvier 1936 à Strängnäs, était un médecin et explorateur suédois. Ekelöf a participé à la première expédition suédoise en Antarctique dans les années 1901-1903.

## Biographie
Erik Ekelöf est issu d'une famille d'officiers de marine dont le père Adolf Ekelöf était capitaine-commandant. Plus tard Ekelöf choisit d'étudier la médecine et en 1898, il obtient son diplôme de médecine à l'Université d'Uppsala.
Il a ensuite été recruté par Otto Nordenskjöld pour participer en tant que médecin et bactériologiste à son expédition prévue en Antarctique. Après son arrivée en Antarctique Ekelöf fut d'abord lié par ses fonctions au camp de la station et ce n'est qu'en novembre qu'il eut l'occasion de découvrir les environs de l'île de Snow Hill. Avec Gösta Bodman et le conducteur de traîneau Ole Jonassen, ils ont fait ce que Bodman a appelé plus tard dans le magazine Juldagar « un pique-nique en Antarctique » :
Notre première journée s'est terminée avec un chateaubriand sur des manchots empereurs accompagné d'une tasse de café. Après le souper dans nos sacs de couchage avec les manteaux enroulés. Puis les pipes ont été sorties pour fumer un peu le soir et nous avons convenu de ne pas nous allonger trop longtemps. le lendemain matin. »
Au fur et à mesure que la situation de l’expédition empirait, l’ambiance se dégradait mais ils essayaient néanmoins de garder le moral. À un moment donné, Bodman a demandé de l'aide pour panser sa main blessée, ce à quoi Ekelöf a répondu sèchement : "Ce n'est rien, ampute le bâton". Quand Ekelöf s'est plaint de maux de tête quelques jours plus tard, Bodman a répliqué : "Ce n'est rien, ampute le bourgeon" Après son retour chez lui, Ekelöf a publié plusieurs livres sur l'expédition en Antarctique et ses découvertes scientifiques.
En 1907 Ekelöf épousa sa femme Anna. Après cela Ekelöf est retourné à la profession médicale et a d'abord travaillé dans diverses petites villes dont Hemse et Ljugarn dans la province du Gotland sur l'île du même nom en mer Baltique. En 1908 Ekelöf travaille comme médecin provincial dans le district d'Åkersberg. En 1912, Arjeplog devint un district médical provincial ordinaire et Ekelöf devint le premier médecin à occuper ce poste. Il resta à Arjeplog jusqu'en 1915,. Après cela Ekelöf a également travaillé à Kilafors, Knivsta et Strömstad jusqu'à ce qu'il commence comme médecin provincial à Strängnäs en 1929.
En janvier 1936 Ekelöf mourut à Strängnäs à l'âge de 61 ans.
"Eklöf Point" dans la baie de Markham sur l'île James Ross dans la Terre de Graham porte le nom d'Erik Ekelöf.